# St. Margarethen im Lungau
St. Margarethen im Lungau (Lungauer Dialekt: Mogreatn) ist eine der 15 Gemeinden im Bezirk Tamsweg (Lungau) im Land Salzburg in Österreich mit 778 Einwohnern (Stand 1. Jänner 2025).

## Geografie
Der Norden des Gemeindegebietes liegt im Murtal rund 1000 Meter über dem Meer, nach Südwesten steigt das Land auf 2200 Meter an. Von der Fläche von 24 Quadratkilometer ist mehr als die Hälfte bewaldet, jeweils zwanzig Prozent sind Landwirtschaftsfläche und Almen.

### Gemeindegliederung
Die Gemeinde teilt sich in die Ortsteile Oberbayrdorf, Unterbayrdorf, Triegen, Staig, Pichlern und den Ortskern auf. Der Ortskern wiederum wird (informal von den Bewohnern) in Ober- und Unterdorf geteilt.
Bis Ende Jänner 1962 gehörte die Gemeinde zum Gerichtsbezirk Sankt Michael im Lungau, seit dem 1. Februar 1962 ist sie Teil des Gerichtsbezirks Tamsweg.

### Nachbargemeinden
|             | Mauterndorf                                 | Unternberg |
| St. Michael | Kompassrose, die auf Nachbargemeinden zeigt | Thomatal   |
|             | Rennweg (SP)                                |            |

## Geschichte
Die Funde von Meilensteinen zeigt, dass das Gebiet von St. Margarethen schon 201 nach Christus an das römische Straßennetz angebunden war. Die Straße, die nach Teurnia in Kärnten führte, ist noch heute teilweise erkennbar.
Die erste urkundliche Erwähnung datiert 1231, wo die capella sancte Margarete (Kapelle St. Margarethen) erwähnt wird.
Aus dem Jahr 1416 stammen Berichte über das Schloss St. Margarethen, das den Herren von Moosham gehörte. Diese dürften nach dem Verlust ihrer Burg Moosham in Unternberg im Jahr 1285 nach St. Margarethen gezogen sein. Darauf weisen Grabsteine in der Kirche hin. Andre von Mosheim verkaufte seinen Besitz im Jahr 1616 an die Brüder Carl, Reichardt, Erasam und Christoph von Kuenburg zu Kienegg. Diese verpachteten Gebäude und Grundstücke um sie 1877 an einen Bauern zu verkaufen. Nach mehreren Umbauten sind nur noch Mauerreste eines Turms vorhanden.
Die Filialkirche hl. Augustinus ist seit dem Jahr 1400 nachgewiesen. In ihr befinden sich Bilder des Lungauer Künstlers Gregor Lederwasch IV.
Die 1231 erbaute Kapelle wird schon 1421 als Pfarrkirche erwähnt. Sie wird im Jahr 1586 ausgebaut.

## Kultur und Sehenswürdigkeiten

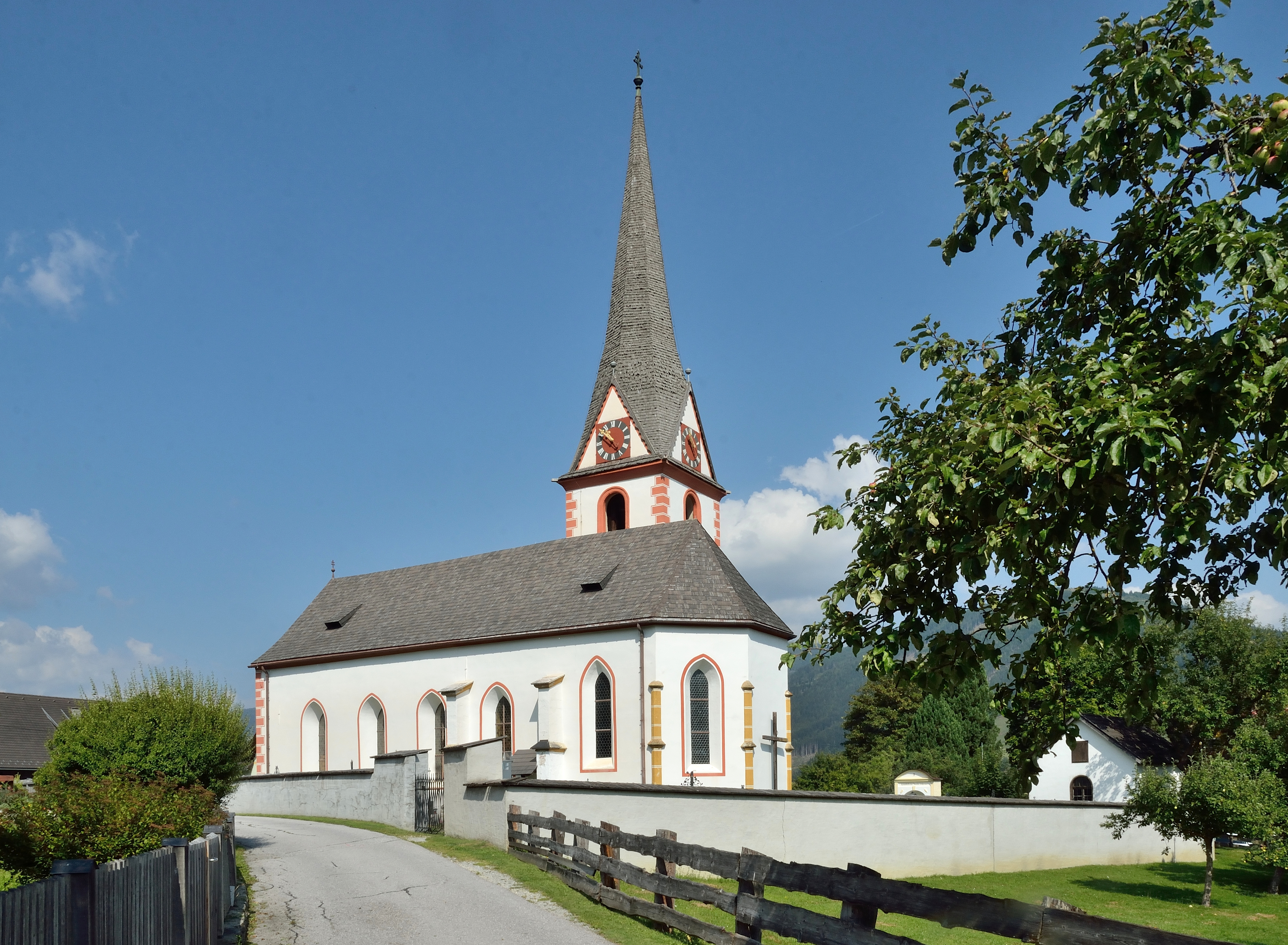
Pfarrkirche St. Margarethen im Lungau

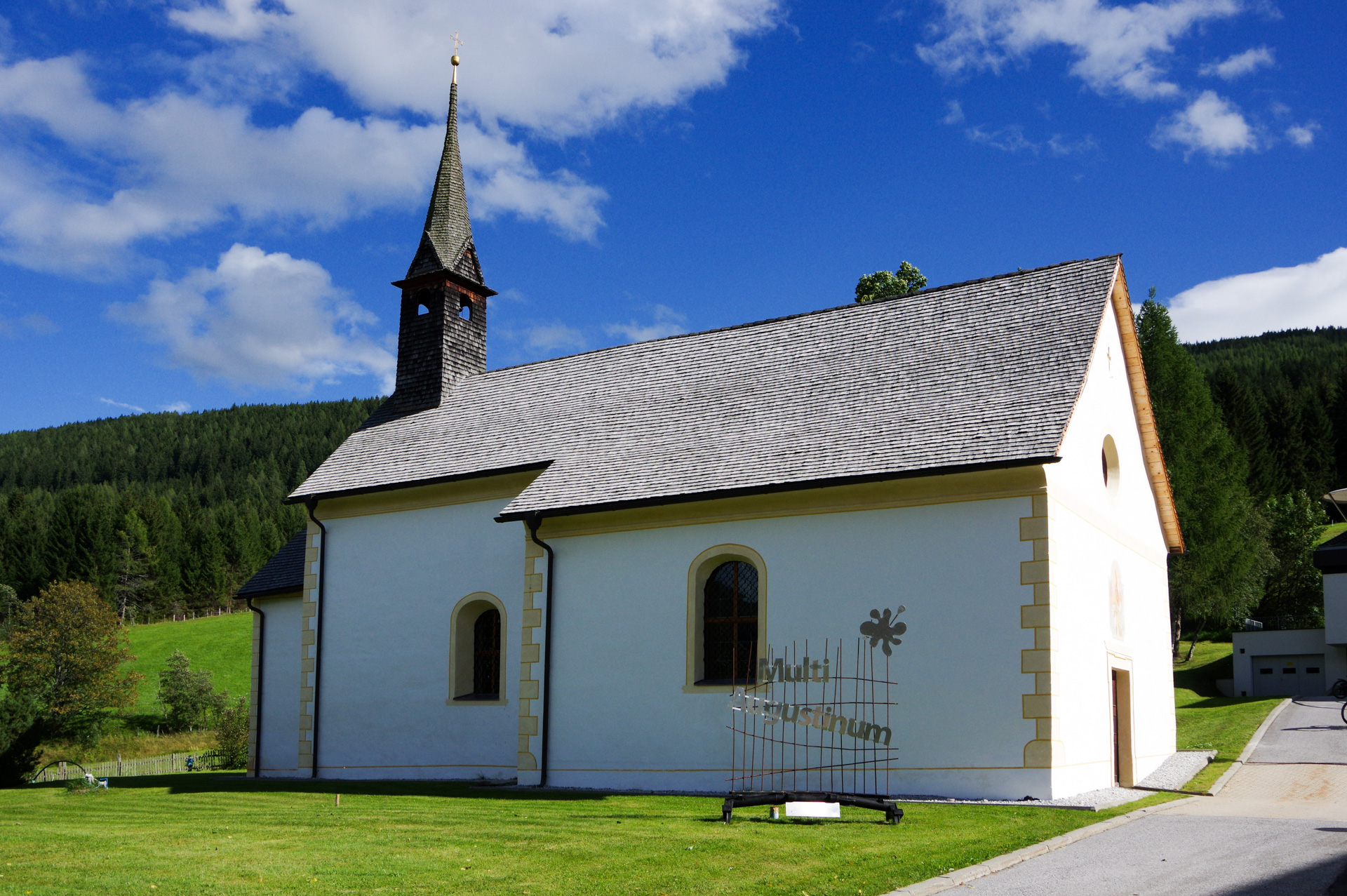
Filialkirche Hl. Augustinus

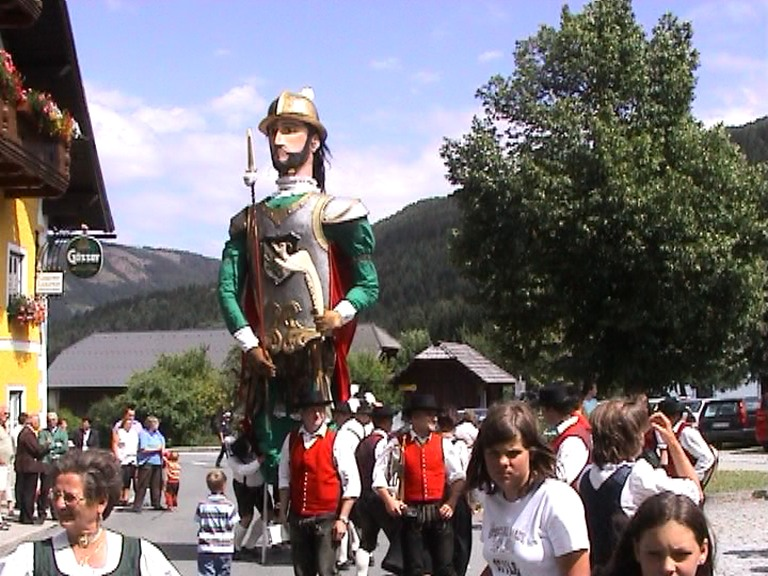
Samsonumzug

- Katholische Pfarrkirche St. Margarethen im Lungau
- Filialkirche hl. Augustinus
- Turm zu St. Margarethen

### Regelmäßige Veranstaltungen
- Der Samsonumzug ist ein sehr alter Brauch im Lungau, bei dem eine Riesenfigur umhergetragen wird.
- Die Theatergruppe St. Margarethen spielt jährlich ein Theaterstück in der örtlichen Veranstaltungshalle.[5]

## Wirtschaft und Infrastruktur

### Arbeitsplätze, Erwerbstätige
Von den dreihundert Arbeitsplätzen in der Gemeinde entfielen zehn Prozent auf die Landwirtschaft, etwa die Hälfte auf den Produktionssektor und ein Drittel auf Dienstleistungen. Der Großteil der Erwerbstätigen des Produktionssektors arbeiteten im Bereich Warenherstellung. Die größten Arbeitgeber im Dienstleistungssektor waren die Bereiche soziale und öffentliche Dienste, Beherbergung und Gastronomie  und der Handel (Stand 2011).

### Berufspendler
Im Jahr 2011 wohnten 375 Erwerbstätige in St. Margarethen. Davon arbeiteten 113 in der Gemeinde, mehr als zwei Drittel pendelten aus.

### Tourismus
St. Margarethen ist ein Ferienort mit hauptsächlich Wintertourismus. Es ist der Talort der Schischaukel St. Margarethen – Aineck – Katschberg. Vier weitere Schigebiete (Speiereck-Großeck, Fanningberg, Obertauern und Schönfeld) sind innerhalb von 5 bis 20 Autominuten erreichbar.
Die Zahl der Übernachtungen stieg von 44.000 im Jahr 2010 auf 84.000 im Jahr 2019. Mehr als zwei Drittel der Übernachtungen entfallen auf die vier Monate Dezember bis März.

### Bildung
Neben einem Kindergarten und einer Volksschule besteht auch die Privatschule Multiaugustinum, die Ausbildungslehrgänge in den Bereichen Gastronomie, Kunst, Medien, Werbegrafik und Fotografie sowie Gesundheits- und Krankenpflege anbietet.

## Politik

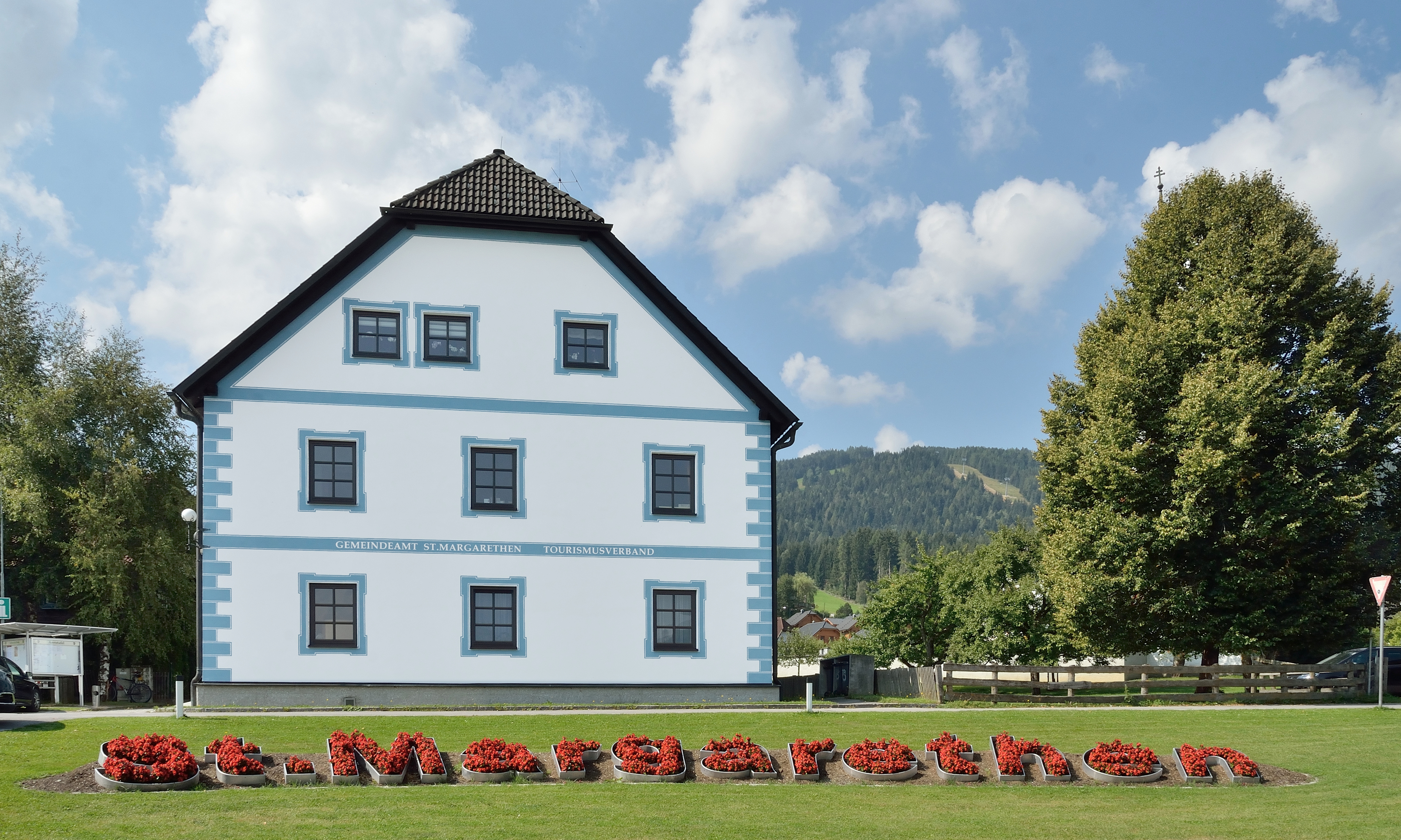
Gemeindeamt

### Gemeinderat
| Gemeinderatswahl 2024Wahlbeteiligung: 86,2 % 6050403020100 38,9 % (−20,2 %p)34,0 % (n. k. %p)27,1 % (−13,8 %p) ÖVPLFMFPÖ20192024 |

Die Gemeindevertretung hat insgesamt 9 Mitglieder.
- Mit den Gemeindevertretungs- und Bürgermeisterwahlen in Salzburg 2004 hatte die Gemeindevertretung folgende Verteilung: 4 SPÖ, 3 ÖVP, und 2 FPÖ.
- Mit den Gemeindevertretungs- und Bürgermeisterwahlen in Salzburg 2009 hatte die Gemeindevertretung folgende Verteilung: 3 ÖVP, 3 SPÖ, und 3 FPÖ.
- Mit den Gemeindevertretungs- und Bürgermeisterwahlen in Salzburg 2014 hatte die Gemeindevertretung folgende Verteilung: 4 SPÖ, 3 ÖVP, und 2 FPÖ.
- Mit den Gemeindevertretungs- und Bürgermeisterwahlen in Salzburg 2019 hatte die Gemeindevertretung folgende Verteilung: 5 ÖVP, und 4 FPÖ.[11]
- Mit den Gemeindevertretungs- und Bürgermeisterwahlen in Salzburg 2024 hat die Gemeindevertretung folgende Verteilung: 4 ÖVP, 3 LFM und 2 FPÖ.[12]

### Bürgermeister
- 1979–1984 Werner Roßmann (ÖVP)
- 1984–1991 Alfons Schröcker (SPÖ)
- 1991–1999 Johann Stolzlechner (SPÖ)
- 1999–2009 Balthasar Kerschhaggl (ÖVP)[13]
- 2009–2019 Gerd Brand (SPÖ)
- seit 2019 Johann Lüftenegger (ÖVP)[14]

### Wappen
Das Gemeindewappen wurde 1971 verliehen:
Das Wappen zeigt ein schräg rechts geteiltes Schild. Oben in schwarz ein halber goldbewährter silberner Steinbock, der aus dem Wappen des Rittergeschlechts der Mooshamer stammt. Unten in Silber ein goldbewährter grüner Drache zu Ehren der Namenspatronin, der Heiligen Margaretha, die den Drachen einst besiegt haben soll.

## Persönlichkeiten

### Söhne und Töchter der Gemeinde
- Josef Mühlbacher (1868–1933), Priester, Bildhauer und Maler